# Ołeksandr Antipenko
Ołeksandr Iwanowicz Antipenko (ukr. Олександр Іванович Антипенко, ur. 25 sierpnia 1938 w Kijowie) – ukraiński operator filmowy.

## Życiorys
W 1962 był kamerzystą podczas realizacji filmu Cwietok na kamne Siergieja Paradżanowa, w 1966 ukończył studia na Wydziale Operatorskim Wszechrosyjskiego Państwowego Uniwersytetu Kinematografii im. S.A. Gierasimowa. Po ukończeniu uniwersytetu pracował w Kijowskim Studiu Filmowym im. Dowżenki, filmował także w studiach „Gruzija-Film”, „Lenfilm” i „Uzbekfilm”, od 1976 pracował jako operator w studiu filmowym im. Gorkiego. Pracował w Kijowie, Moskwie, Leningradzie, później w Gruzji, Uzbekistanie i Norwegii. Ważniejsze filmy, których był operatorem, to Błaganie (1968) Tengiza Abuladze, Kijowskie freski (1969, film nie dokończony) Siergieja Paradżanowa i Proszę o głos (1976) Gleba Panfiłowa. W 1969 był scenarzystą, reżyserem i operatorem filmu dokumentalnego Siem minut s kinooperatorom Urusiewskim. 19 listopada 1997 został odznaczony Orderem Honoru.